# Objektmanipulation
Unter dem Begriff Objektmanipulation werden Geschicklichkeitsspiele zusammengefasst, bei der eine oder mehrere Personen mit einem oder mehreren Objekten physisch interagieren. Bei vielen Formen der Objektmanipulation handelt es sich um Zirkusdisziplinen.
Für die Objektmanipulation werden häufig eigens dafür vorgesehene Requisiten verwendet, wie die typischen Zirkusrequisiten Jonglierbälle, Jonglierkeulen, Diabolo und Devilstick. Aber auch typische Sportgeräte wie Fußbälle kommen zum Einsatz.

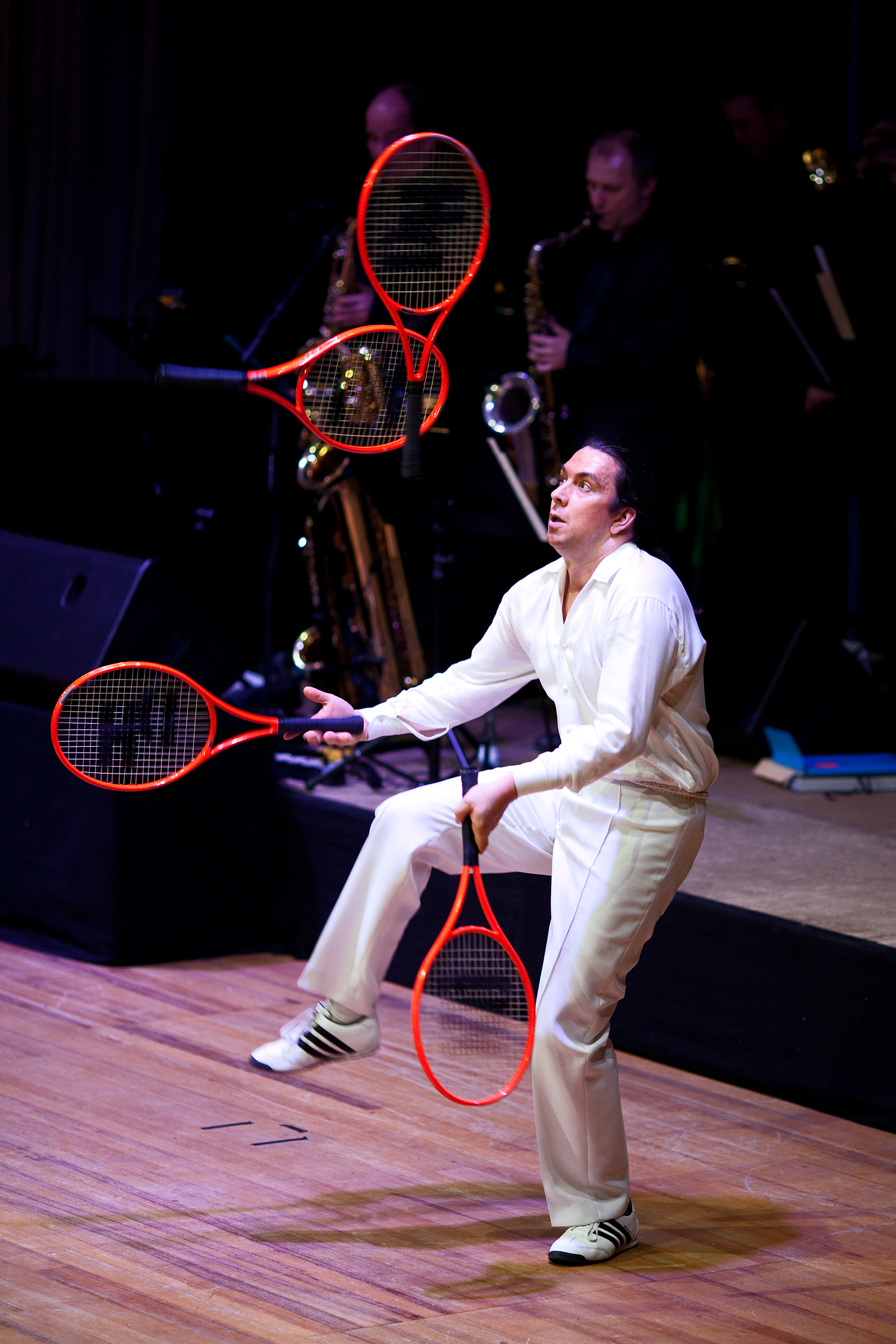
Daniel Hochsteiner, Jonglage mit Tennisschlägern

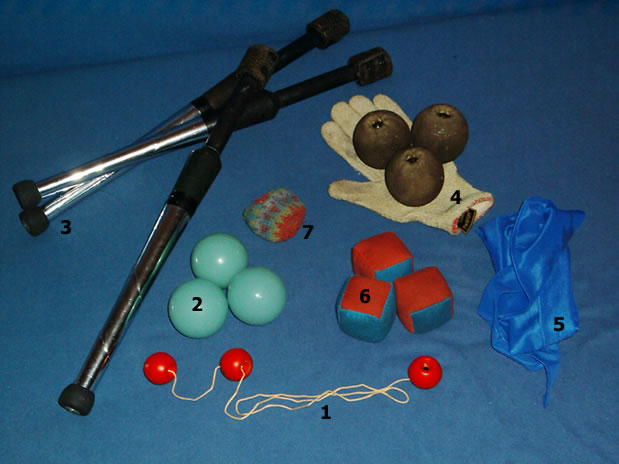
Spinning: Astrojax (1) und Jonglagegeräte: phosphoreszierende Jonglierbälle (2), Jonglierfackeln (3), Feuerbälle mit Kevlarhandschuh (4), Jongliertücher (5), Jonglierwürfel (6), Footbag (7)

## Formen
Neben der klassischen Wurfjonglage, bei denen die Gegenstände geworfen werden, gibt es auch Geschicklichkeitsspiele, bei denen Gegenstände um ein Zentrum bzw. um sich selbst gedreht werden (Spinning) oder am Körper gehalten balanciert werden (Kontaktjonglage). Einige Gegenstände werden dabei an einer Schnur gedreht und haben teilweise eine jahrtausendealte Tradition (siehe Poi), andere behalten dabei permanent Körperkontakt und sind recht neu. Das geschmeidige Übergeben von Bällen, Stiften, Stöcken, Keulen usw., ohne dass diese die Hände, Arme oder einen anderen Körperteil verlassen, wurde vor allem von Michael Moschen mit Kristallkugeln entwickelt und popularisiert, aber auch schon immer von sehr guten Schlagzeugspielern mit ihren Sticks praktiziert. Knicklichter werden sowohl für das Spinning mit Schnur als auch mit Körperkontakt verwendet.
Formen der Objektmanipulation:
- Wurfjonglage

- Jonglierbälle
- Jonglierkeulen und Fackeln
- Jonglierringe
- Jongliertücher
- Jongliermesser

- Diabolo
- Devilsticks
- Zigarrenkisten
- Kontaktjonglage
- Hutjonglage
- Footbag
- Kendama
- Ticayo
- Astrojax
- Poi
- Stabdrehen
- Hooping
- Tellerjonglage

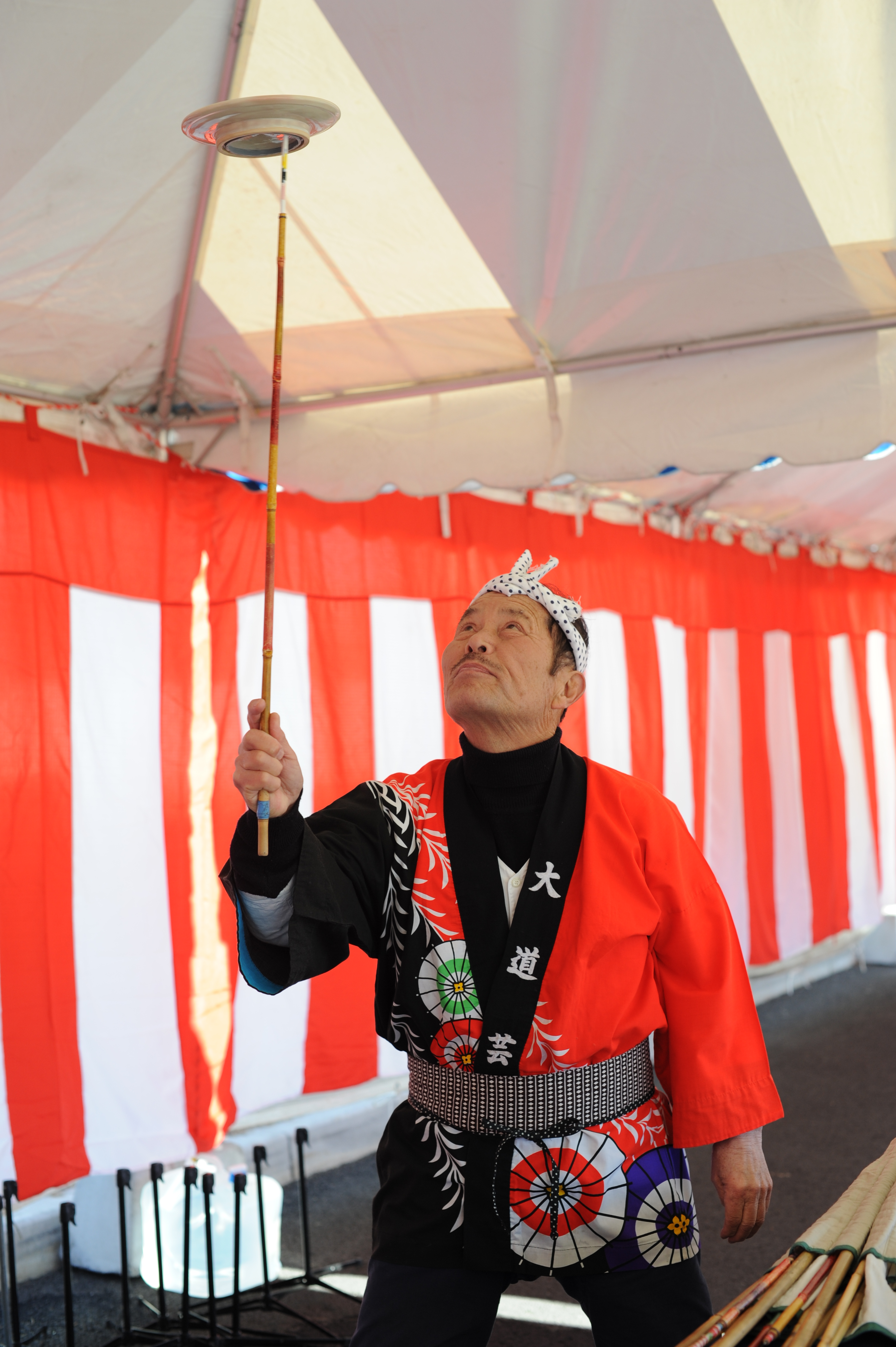
Japanischer Tellerjongleur

Tellerjonglage bezeichnet eine artistische Kunstform, bei der man einen rotierenden Teller auf einem Stab balanciert. Bei der Tellerjonglage wird der Teller durch die Kreiselwirkung stabilisiert. Er muss eine Erhöhung in der Mitte besitzen.
- Jo-Jo
- Meteor
- Penspinning (Stiftdrehen) und Drumstick-Spinning (Schlagzeuger)